# Лаврентијева хроника
Лаврентијева хроника је једна од најстаријих сачуваних руских хроника, настала у XIV веку.  
Сачуван је у јединој пергаментној копији из 1377. године, коју је написао монах Лаврентије по наређењу великог кнеза Суздалско-Нижњег Новгорода Дмитрија Константиновича. У почетном делу садржи „Повест прошлих времена“, најранију познату руску хронику, коју је приредио игуман Силвестар .
Рукопис се чува у Руској националној библиотеци у Санкт Петербургу, број Ф.IV.2. Летопис је добио име по имену монаха Лаврентија, који је у колофону потписао ову књигу.
Лаврентијев летопис је утицао и на касније летописе – Тројицки летопис, Новгородско-софијски свод итд.

## Историја открића и објављивања
Не касније од краја 16. века и до почетка 18. века Лаврентијевски летопис се чувао у Рождественском манастиру у граду Владимиру. Затим је рукопис завршио у приватној колекцији. Године 1792. купио ју је гроф Мусин-Пушкин (по његовом имену у старој историографији, на пример, од Н.М. Карамзина, Лаврентијева хроника је названа Пушкинов лист). Овај га је дао Александру I. Године 1811. цар је пренео хронику у Царску јавну библиотеку (данас Национална библиотека Русије), где се рукопис чува и данас.
Први пут је у потпуности објављен 1846. године у Комплетној збирци руских летописа (1. том).
1872. године рукопис је делимично објављен фототипски (хроника је излазила само до 1110. године, односно само „Повест прошлих времена“).